# Пашковцы (Закарпатская область)
Пашковцы (укр. Пашківці) — село в Ждениевской поселковой общине Мукачевского района Закарпатской области Украины.
Население по переписи 2001 года составляло 153 человека. Почтовый индекс — 89120. Телефонный код — 3136. Занимает площадь 0,452 км². Код КОАТУУ — 2121586502.
Через село протекает река Жденевка.